# Kaps (Aying)
Kaps ist ein Gemeindeteil von Aying im oberbayerischen Landkreis München.

## Geographie
Der Weiler liegt etwa drei Kilometer östlich von Großhelfendorf und ist über die Kreisstraße M 8 zu erreichen.

## Geschichte
Bis zur Gebietsreform war Kaps zwischen den Gemeinden Helfendorf und Höhenrain geteilt. Am 1. Mai 1978 kam Kaps durch den Zusammenschluss von Helfendorf und Peiß zur neu gegründeten Einheitsgemeinde Aying.